# Alex Yoong
Alexander Charles Loong Yoong més conegut per Alex Yoong va ser un pilot de curses automobilístiques de Malàisia que va arribar a disputar curses de Fórmula 1.
Va néixer el 20 de juliol del 1976 a Kuala Lumpur, Malàisia.

## A la F1
Alex Yoong va debutar a la quinzena cursa de la temporada 2001 (la 52a temporada de la història) del campionat del món de la Fórmula 1, disputant el 16 de setembre del 2001 el G.P. d'Itàlia al circuit de Monza.
Va participar en un total de divuit curses puntuables pel campionat de la F1 disputades en dues temporades consecutives (2001 - 2002) aconseguint una setena posició com millor classificació en una cursa, i no assolí cap punt vàlid pel campionat del món de pilots.

## Resultats a la Fórmula 1
| Any  | Equip                         | Xassís  | Motor    | 1     | 2       | 3      | 4       | 5       | 6       | 7       | 8      | 9       | 10      | 11     | 12      | 13  | 14  | 15      | 16      | 17      | Posició | Punts |
| ---- | ----------------------------- | ------- | -------- | ----- | ------- | ------ | ------- | ------- | ------- | ------- | ------ | ------- | ------- | ------ | ------- | --- | --- | ------- | ------- | ------- | ------- | ----- |
| 2001 | Prost Grand Prix              | Prost   | Acer     | AUS   | MAL     | BRA    | SMR     | ESP     | AUT     | MON     | CAN    | EUR     | FRA     | GBR    | ALE     | HUN | BEL | ITA Ret | USA Ret | JAP 16  | -       | 0     |
| 2002 | Kuala Lumpur Minardi Asiatech | Minardi | Asiatech | AUS 7 | MAL Ret | BRA 13 | SMR NVQ | ESP NVS | AUT Ret | MON Ret | CAN 14 | EUR Ret | GBR NVQ | FRA 10 | ALE NVQ | HON | BEL | ITA 13  | USA Ret | JAP Ret | -       | 0     |

### Resum
| Curses: | Victòries: | Pòdiums: | Poles: | Voltes ràpides: | Punts: |
| ------- | ---------- | -------- | ------ | --------------- | ------ |
| 18 (14) | 0          | 0        | 0      | 0               | 0      |